# Frederik X của Đan Mạch
Frederik X của Đan Mạch (sinh 26 tháng 5 năm 1968) là đương kim Quốc vương Đan Mạch. Triều đại ông bắt đầu vào ngày 14 tháng 1 năm 2024, kế thừa vương vị sau khi mẹ ông là Nữ vương Margrethe II ra thông báo thoái vị vào đêm giao thừa 31 tháng 12 năm 2023.

## Thân thế

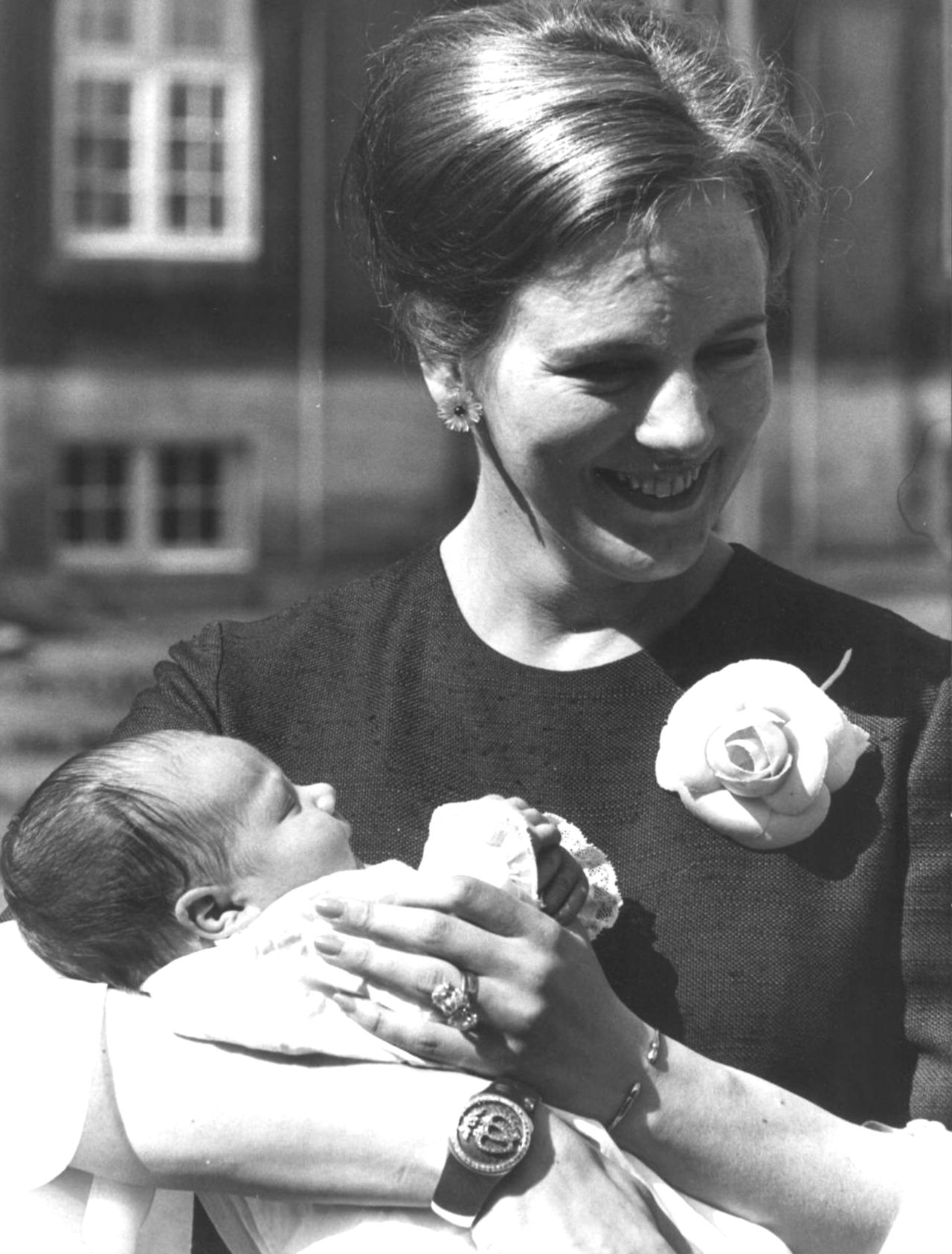
Vương tôn Frederik được mẹ bế khi còn là một đứa trẻ sơ sinh.

Frederik X sinh ngày 26 tháng 5 năm 1968 tại bệnh viện Rigshospitalet (Copenhagen, Đan Mạch). Ông là con trai cả của Thái nữ Đan Mạch Margrethe và phò mã Henrik. Vào thời điểm ông được sinh ra, ông ngoại của ông là Quốc vương Đan Mạch Frederik IX, và ông cố của ông là Quốc vương Thụy Điển Gustaf VI Adolf, vẫn còn đang tại vị.
Vương tôn Frederik được rửa tội vào ngày 24 tháng 6 năm 1968 tại Nhà thờ Holmen ở Copenhagen với tên khai sinh là Frederik André Henrik Christian. Tên ông được đặt theo tên ông ngoại mình, vua Frederik IX, do đó kế tục truyền thống của Đan Mạch về việc người thừa kế ngai vàng được đặt tên là Frederik hoặc Christian. Ngoài ra, tên ông còn được ghép từ các tên khác như tên ông nội, André de Laborde de Monpezat; cha ông, Phò mã Henrik; và ông cố của ông, vua Christian X. Cha mẹ đỡ đầu của Vương tôn Frederik gồm bác của ông, Bá tước Etienne de Laborde de Monpezat, và dì của ông, Vương hậu Anne-Marie của Hy Lạp. Nhưng cha mẹ đỡ đầu khác gồm: Vương thân Georg, Nam tước Christian de Watteville-Berckheim, Đại công tước phu nhân Joséphine Charlotte và Phu nhân Birgitta Juel Hillingsø, một chuyên gia về đồ cổ người Đan Mạch.
Frederik có một người em trai duy nhất là Joachim, sinh năm năm 1969. 
Quốc vương Frederik IX băng hà ngày 14 tháng 1 năm 1972. Mẹ của Frederik, Thái nữ Margrethe, kế vị đăng quang ngai vàng Đan Mạch với vương hiệu Margrethe II. Frederik kế nhiệm mẹ mình trở thành Trữ quân của Đan Mạch (Kronprins til Danmark) khi chỉ mới 4 tuổi.

## Giáo dục và sự nghiệp dân sự
Thái tử Frederik trải qua thời tiểu học tại Trường tư thục Krebs (Krebs' Skole), một trường tư thục danh giá tại Đan Mạch, từ năm 1974 đến 1981. Trong những năm 1982-1983, ông là học sinh nội trú tại École des Roches (Normandie, Pháp) và trở thành học sinh của Trường trung học Øregård (Øregård Gymnasium) vào năm 1986. 
Năm 1989, ông bắt đầu học ngành chính trị học tại Đại học Aarhus (Aarhus Universitet), trong đó có một năm ông theo học tại Đại học Harvard (1992-1993) dưới cái tên Frederik Henriksen. Giai đoạn này, tính cách sự nổi loạn của vị thái tử trẻ tuổi được thể hiện qua hàng loạt cuộc đua xe tốc độ và những cuộc chơi bời thâu đêm suốt sáng.
Năm 1995, ông tốt nghiệp Đại học Aarhus với kết quả trên trung bình. Bài khóa luận tốt nghiệp của ông là một phân tích về chính sách nước ngoài của các nước vùng Baltic, nơi ông đã đến thăm nhiều lần trong quá trình nghiên cứu của ông.
Năm 1997, Thái tử Frederik là thành viên đầu tiên của Vương thất nhận danh hiệu "Người Đan Mạch của năm", vượt xa cả mẹ của anh, bà chỉ đứng thứ 8. Từ tháng 10 năm 1998 đến tháng 10 năm 1999, ông được mẹ mình bổ nhiệm giữ chức Bí thư thứ nhất tại Đại sứ quán Đan Mạch ở Paris. 
Năm 2008, ông cùng với cha và em trai được Nữ vương Margrethe II phong tước hiệu Bá tước Monpezat (Greve af Monpezat). 
Tháng 10 năm 2009, Thái tử Frederik được bầu làm thành viên Ủy ban Olympic Quốc tế với nhiệm kỳ 8 năm với 77 phiếu thuận và 7 phiếu chống. Năm 2017, ông tái đắc cử với nhiệm kỳ 8 năm.
Thái tử Frederik đã phục vụ một thời gian ở hải, lục và không quân vương thất. Ngoài tiếng Đan Mạch, Thái tử Frederik còn thông thạo tiếng Pháp, tiếng Anh và tiếng Đức. 
Federik từng là thành viên đội đặc nhiệm người nhái của Hải quân Đan Mạch. Năm 1995, anh là một trong 4 người ít ỏi trên tổng số 300 thành viên đội, vượt qua tất cả các bài thi. Là vận động viên marathon, tay chèo thuyền thể thao nghiệp dư, Thái tử còn là cảm hứng cho làn sóng hâm mộ, khi anh tham gia cuộc đua trượt băng dài 4 tháng, đi hết 3.500 km tại Scotland năm 2000.

## Hôn nhân và gia đình

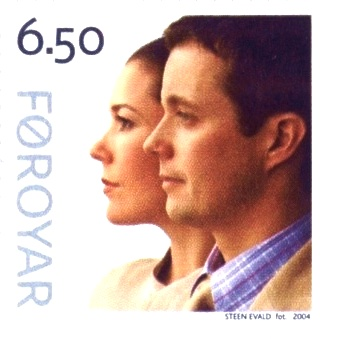
Frederik và Mary trên tem kỷ niệm của Faroe năm 2004.

Ngày 8 tháng 10 năm 2003, tại Hội đồng Nhà nước, Nữ vương Margrethe II đã chấp thuận hôn nhân giữa Vương thái tử Frederik và Mary Elizabeth Donaldson, một chuyên gia tư vấn marketing người Australia. Hai người đã gặp nhau tại Sydney, trong thời gian diễn ra Thế vận hội Mùa hè 2000 . Hôn lễ diễn ra vào ngày 14 tháng 5 năm 2004 tại Thánh đường Copenhagen.  
Hai vợ chồng có bốn người con: Christian (sinh 15 tháng 10 năm 2005), Isabella (sinh 21 tháng 4 năm 2007) và cặp song sinh Vincent và Josephine (sinh 8 tháng 1 năm 2011).

## Tước vị
- 24 tháng 6 năm 1968 – 14 tháng 1 năm 1972: Vương tôn Frederik của Vương thất Đan Mạch.
- 14 tháng 1 năm 1972 – 29 tháng 4 năm 2008: Vương thái tử Frederik của Đan Mạch.
- 29 tháng 4 năm 2008 – 14 tháng 1 năm 2024: Vương thái tử Đan Mạch, Bá tước Monpezat.
- 14 tháng 1 năm 2024 – nay:  Quốc vương Đan Mạch

Quốc huy của Thái tử Đan Mạch.